# グリゴリー・ネウイミン
グリゴリー・ニコラエヴィチ・ネウイミン（ロシア語：Григорий Николаевич Неуймин、1866年1月3日 – 1946年2月17日）はソビエト連邦の天文学者で小惑星の発見者。74個もの小惑星を発見している。(762) プルコヴァ、(951) ガスプラの発見で有名。
また、彼は周期彗星も多く発見している（25D/ネウイミン第2彗星、28P/ネウイミン第1彗星、42P/ネウイミン第3彗星、57P/デュトワ・ネウイミン・デルポルト彗星、58P/ジャクソン・ネウイミン彗星）。
彼の名を称えて (1129) ネウイミナという小惑星もある。

## 人物・来歴
ロシア帝国チフリス県時代のトビリシ出身。1910年にサンクトペテルブルク大学を卒業し、プルコヴォ天文台へ所属。
ロシア天文学会から同学会賞を、太平洋天文学会からメダルを6つ授与されている。また、1945年6月10日にソ連から労働赤旗勲章を授与されている。